# 周智郡
周智郡（日语：／ Shūchi gun */?）為靜岡縣的郡。人口20,445人、面積133.84km²。（2004年）。2005年7月1日，春野町編入濱松市，目前該郡僅轄有 森町（もりまち）一町。